# Cesse (rzeka)
Cesse – rzeka we Francji, przepływająca w całości na terenie departamentów Hérault i Aude. Ma długości 53,5 km. Stanowi prawy dopływ rzeki Aude.

## Geografia
Rzeka ma swoje źródła w górach Montagne Noire, w gminie Cassagnoles, w pobliżu miejscowości Ferrals-les-Montagnes, w departamencie Hérault. Początkowo płynie na południe, a potem odwraca się gwałtownie w kierunku wschodnim. Na tym odcinku przyjmuje wiele małych dopływów, które również mają swoje źródła w górach Montagne Noire. Po przepłynięciu niewielkiej miejscowości Agel zmienia swój bieg w kierunku południowym i południowo-wschodnim. W gminie Mirepeisset krzyżuje się z Canal du Midi, by niedługo potem ujść do Aude w miejscowości Sallèles-d’Aude.
Cesse płynie na terenie 16 gmin. Położone są na terenie departamentów Hérault i Aude. Przepływa przez Cassagnoles (źródło), Ferrals-les-Montagnes, La Caunette, Minerve, Aigues-Vives, Agel, La Livinière, Siran, Cesseras, Azillanet, Aigne, Ginestas, Mirepeisset, Saint-Marcel-sur-Aude, Bize-Minervois i uchodzi w Sallèles-d’Aude.

## Hydrologia
Uśredniony roczny przepływ rzeki Cesse wynosi 2,690 m³/s. Pomiary były przeprowadzone na przestrzeni ostatnich 37 lat w miejscowości Mirepeisset. Największy przepływ notowany jest w lutym (5,060 m³/s), a najmniejszy w sierpniu – 0,503 m³/s.

## Dopływy
Cesse ma 35 opisanych dopływów. Są to:
- Ruisseau de Sarrouzel
- Ruisseau de Campredon
- Ruisseau de Vailliaure
- Ruisseau de Saint-Hilaire
- Ruisseau de l'Aygue Blanche
- Ruisseau de la Valette
- Ruisseau de Rials
- Ruisseau de Montaud
- Ruisseau des Naussies
- Ruisseau de la Combe
- Ruisseau de Vieulac
- Ruisseau du Bouis
- Ruisseau de Brunan
- Ruisseau de la Mine
- Ruisseau de Loubatière
- Ruisseau de Caussel
- Briant
- Ruisseau de Goury
- Ruisseau de Coupiat
- Ruisseau du Pal
- Ruisseau de Tréménal
- Ruisseau du Pontel
- Ruisseau de la Gautière
- Ruisseau de Cours
- Cessière
- Ruisseau de la Cisterne
- Ruisseau de la Varelle
- Ruisseau de l'Olivel
- Ruisseau du Vié
- Ruisseau d’Aymes
- Ruisseau de Prat Long
- Ruisseau de la Miaille
- Ruisseau de Font Fresque
- Ruisseau du Trou Nègre
- Ruisseau d’Escassier